# Гут, Вениамин Григорьевич
Вениамин Григорьевич Гут (1894, Бешенковичи, Витебская губерния, Российская империя — 1949, Москва, СССР) — советский актёр, брат артиста эстрады Давида Гутмана.

## Биография
Родился в 1894 году в местечке Бешенковичи, Витебской губернии.
В середине 1910-х годов учился в Медицинском институте в Нанси (Франция), но из-за тяжелой болезни не закончил курс. В 1917 вернулся в Россию и в том же году впервые выступил как артист эстрады в Вятке (ныне Киров). В 1922 Вениамин Григорьевич переехал в Москву и совместно с конферансье Н. Орешковым создает «Тверской театр». В 1924 году Вениамин Григорьевич был арестован, в заключении ставил спектакли и концерты, вел театральный кружок. После освобождения с 1929 выступал в концертах как конферансье, с 1936 и до конца жизни работал в качестве артиста оригинального жанра в Московском концертном объединении (позже ВГКО), исполнял комедийные и пародийные номера в жанре тантаморесок. В 1939 - 1940 годах подготовил оригинальный номер «Новая сказка о рыбаке и рыбке, или Кукло-джаз», где действовали движущиеся куклы в рост человека, изображавшие музыкантов, а Вениамин Григорьевич выступал в роли руководителя оркестра. Музыку для номера написал Александр Наумович Цфасман.
В годы войны он подготовил номер «Открытые окна ТАСС», в котором, используя прием тантаморесок, давал острую и злую сатиру на Риббентропа, Маннергейма, гитлеровского «астролога» и др. Выступал с этим номером в госпиталях, на фронте. С 1943 по 1949 год Вениамин Григорьевич был художественным руководителем циркового отдела ВГКО. Ставил оригинальные номера артисту-эксцентрику И. Байде, иллюзионисту Давиду Читашвили, братьям Маслюковым и др. В 1939 году Вениамин Гут снялся в эпизоде фильма "Золотой Ключик", а через два года в фильме «Конёк-Горбунок» в роли царя Афрона.
Вениамин Григорьевич Гут умер в Москве в 1949 году в возрасте 55 лет.

## Фильмография
- 1939 — Золотой ключик — эпизод

1940  —  стереоскопический фильм "Концерт "Земля молодости" — эпизод
- 1941 — Конёк-Горбунок — царь Афрон